# Тара (упаковка)

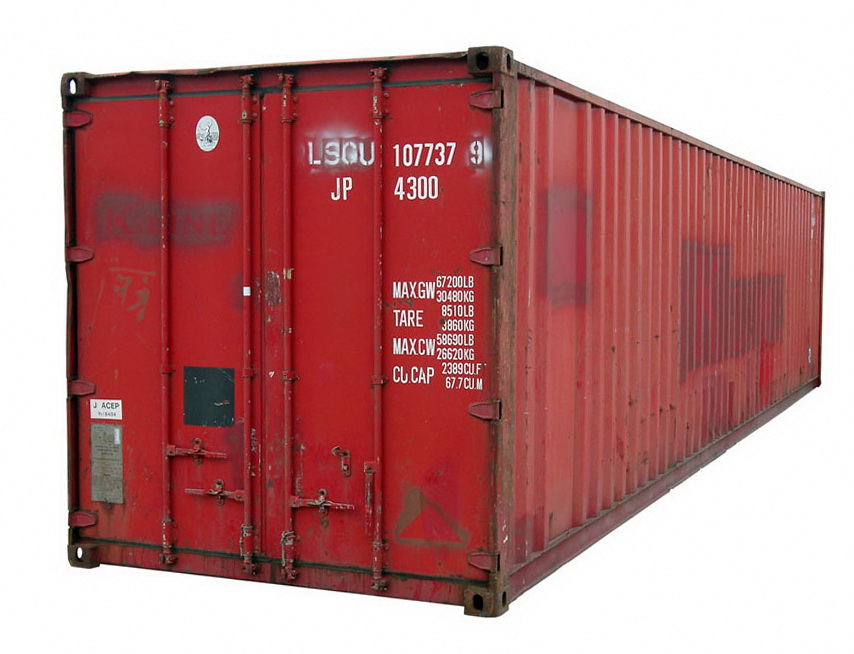
Контейнер — стандартизированная многооборотная тара

Та́ра (итал. tara от араб. тарха‎ — то, что отброшено) — основной элемент упаковки, предназначенный для размещения продукции.
Обычно допускается повторное (многоразовое) использование тары (в отличие от упаковки).
При транспортировке товары должны быть плотно уложены в тару, свободные места в таре между товарами для плотности укладки должны быть заполнены упаковочным материалом (газета, бумага, стружка, ткань, поролон, полимеры и т.д.).

## Виды и типы тары
Вид тары определяется её формой, тип — материалом и конструкцией.
- По области применения тары бывают:
  - транспортной — тара, предназначенная для упаковывания, хранения и транспортирования продукции, образующая самостоятельную транспортную единицу.
  - потребительской — тара, предназначенная для упаковывания и доставки продукции потребителю.
  - производственной — тара предназначенная для хранения, перемещения и складирования продукции на производстве[3].
- По количеству упаковываемых изделий:
  - индивидуальная тара — тара, предназначенная для единицы продукции.
  - групповая тара — тара, предназначенная для определённого числа единиц продукции.
- По характеру использования:
  - разовая тара — тара, предназначенная для однократного использования.
  - возвратная тара — тара, бывшая в употреблении, предназначенная для повторного использования.
  - многооборотная тара — транспортная тара, прочностные показатели которой рассчитаны на её многократное применение.
  - инвентарная тара — многооборотная тара, принадлежащая конкретному предприятию и подлежащая возврату данному предприятию.
- По конструкции: разборная, неразборная, складная, закрытая, открытая, штабелируемая, комбинированная.
- По материалу изготовления: из древесины, бумаги, металла, стекла, текстиля, полимеров, многослойные комбинированные материалы и т.д. Деревянная тара благодаря своей жёсткости и прочности хорошо защищает товар, но из-за своей тяжести повышает расходы на транспортировку и итоговую стоимость заказа[4].
- По физическим характеристикам: жесткая, мягкая, хрупкая, изотермическая, герметичная.
- По форме: ящик, бочка, барабан, канистра, фляга, баллон, мешок, банка, бутылка, коробка, пакет, лоток, туба, ампула, стаканчик, флакон, кипа, рулон.
- По габаритам:
  - малогабаритная тара — транспортная тара, габаритные размеры которой находятся в пределах 1200×1000×1200 мм.
  - крупногабаритная тара — транспортная тара, габаритные размеры которой превышают 1200×1000×1200 мм.

## Производственная тара
- Универсальная производственная тара — производственная тара, предназначенная для размещения различных видов грузов
- Специальная производственная тара — производственная тара, предназначенная для определенных грузов или определенных условий эксплуатации
- Разборная производственная тара (недопустимое название: Разборный поддон) — производственная тара, конструкция которой позволяет разобрать её на отдельные части и вновь собрать
- Неразборная производственная тара
- Складная производственная тара (недопустимое название: Складной поддон) — производственная тара, конструкция которой позволяет сложить её без разборки и вновь собрать
- Каркасная тара — производственная тара с угловыми стойками с замкнутыми верхними и нижними связями
- Стоечная тара (недопустимое название: Стоечный поддон) — производственная тара, состоящая из основания со стойками без замкнутых верхних связей
- Ящичная тара (недопустимое название: Ящичный поддон) — производственная тара, имеющая форму ящика
- Тара с открывающейся стенкой — ящичная тара с одной открывающейся или съемной стенкой
- Тара с открытой стенкой — ящичная тара, у которой часть одной стенки отсутствует
- Сетчатая тара — ящичная тара с сетчатыми стенками
- Коническая тара — ящичная тара с наклонными стенками, позволяющими укладывать её одна в другую

## Правовое регулирование оборота тары
Если иное не предусмотрено договором купли-продажи и не вытекает из существа обязательства, продавец обязан передать покупателю товар в таре и (или) упаковке, за исключением товара, который по своему характеру не требует затаривания и (или) упаковки (ст. 481 ГК РФ), а покупатель (получатель), если иное не установлено договором поставки, обязан возвратить поставщику многооборотную тару, в которой поступил товар (ст. 517 ГК РФ).